# Antonio Ferri

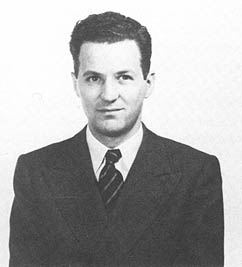
Antonio Ferri

Antonio Ferri (* 5. April 1912 in Fiastra, Marken; † 28. Dezember 1975 in Long Island, USA) war ein italienischer Luft- und Raumfahrtingenieur. Er war einer der Pioniere des Über- und Hyperschallflugs.

## Leben
Ferri studierte an der Universität Rom Luftfahrttechnik und trat 1935 als Oberleutnant in das Ingenieurkorps der italienischen Luftwaffe ein, die ihn an ihrem Forschungszentrum in Guidonia Montecelio bei Rom einsetzte. Hier arbeitete er mit Wissenschaftlern wie Gaetano Arturo Crocco und Luigi Broglio zusammen. Ferris Forschungstätigkeit konzentrierte sich auf Aerodynamik, für die er vier Windkanäle nutzen konnte. Er leitete den Bau eines Überschall-Windkanals, in dem er bis 1940 spektakuläre Experimente durchführte. Daneben arbeitete er auch an Strahltriebwerken und an mit Torpedos bewaffneten, ferngesteuerten Lastenseglern.
Nachdem im September 1943 ein Waffenstillstand zwischen Italien und den Alliierten in Kraft getreten war, besetzte die deutsche Wehrmacht auch Rom. Ferri gelang es, aus dem kriegszerstörten Guidonia etliche wichtige Unterlagen zu retten und sich dann zu seinem mittelitalienischen Heimatort Fiastra durchzuschlagen. Dort schloss er sich dem italienischen Widerstand (Resistenza) an und wurde schließlich Führer einer Partisanenbrigade, die im Juni 1944 mit einer britischen Sondereinheit (Wladimir Popskys Privatarmee) bei Camerino operierte. Kurz danach lud ihn der US-Agent Moe Berg ein, an amerikanischen Forschungseinrichtungen zu arbeiten. Der Vorschlag hierzu kam von dem ungarisch-deutsch-amerikanischen Wissenschaftler Theodore von Kármán, der Ferris Experimente und Arbeiten über Aerodynamik kannte. Ferri folgte der Einladung und arbeitete in der Nachkriegszeit am Langley Research Center, an verschiedenen Hochschulen und für einige Unternehmen. Seit 1967 war er Mitglied der National Academy of Engineering.
Ferri starb am 28. Dezember 1975 in den USA. Seine Urne wurde in seinem Heimatort Fiastra in den Marken beigesetzt.

## Wissenschaftliche Beiträge im Bereich der Aerodynamik
In der zweiten Hälfte der 1940er Jahre beschäftigte sich Ferri vor allem mit der Entwicklung von Flügelprofilen für Überschallflug. Hierfür leistete er Beiträge bei der Weiterentwicklung der Schlierenfotografie.
Danach wandte er sich Strahltriebwerks-Lufteinlässen zu, ebenfalls mit Hinblick auf den Überschallflug. Bei den der Entwicklung von Überschallflugzeugen, die zu Geschwindigkeiten von bis zu Mach 2 fliegen sollten, ergab sich folgende Herausforderung: Der durch die hohe Strömungsgeschwindigkeit der Luft hervorgerufene Staudruck musste in statischen Druck umgewandelt werden, bevor die Luft den Kompressor des Düsentriebwerks erreicht. Geschah dies nicht, nahm die Effizienz des Triebwerks mit zunehmender Fluggeschwindigkeit stark ab. Ferri löste das Problem durch schräg geschnittene und nach vorn zugespitzte Lufteinlässe, bei denen ein Teil der sogenannten pressure recovery schon vor der eigentlichen Lufteinlassöffnung beginnt (engl. precompression). Ein Beispiel hierfür waren die Lufteinlässe des Flugzeugs Republic F-105, die als nach vorn gerichtete Spitzen an den Flügelvorderkanten ausgebildet sind. Diese Form des Triebwerks-Lufteinlasses wird im Englischen auch als Ferri-Scoop bezeichnet. Weitere Fluggeräte mit Ferri-Scoop sind das Flugzeug das Vought XF8U-3 und der Marschflugkörper SSM-N-9 Regulus II.  
Ferri entwickelte darüber hinaus eine Form des Triebwerk-Lufteinlasses, bei dem rumpfseitig direkt im Lufteinlass eine Ausbeulung platziert ist. Mit dieser Form des Lufteinlasses ist es nicht notwendig, den Grenzschichtluftstrom vom Triebwerk des Flugzeugs wegzuleiten. Auch entfallen durch die Beule zusätzliche Klappen, Kegel und Rampen um den Luftstrom vor Bildung der Schockwelle abzubremsen. Heute werden ähnliche Formen des Triebwerks-Lufteinlasses mit feststehenden Ausbeulungen gebaut, zum Beispiel beim Flugzeug Lockheed Martin F-35. Die von Ferri entwickelte Form des Lufteinlasses mit rumpfseitiger Beule wird als Diverterless Supersonic Inlet (DSI) bezeichnet. Der DSI ersetzt heute Einlassrampen und Einlasskegel, die komplexer, schwerer und teurer sind.  
Im weiteren Verlauf der 1950er Jahre erforschte Ferri Luftströmungen bei Hyperschallgeschwindigkeit und die dadurch entstehende Hitzeentwicklung.
In den 1960er versuchte Ferri Lösungen zu finden, ein Staustrahltriebwerk so zu konstruieren, dass die Verbrennung des Kraftstoffs selbst dann noch stattfindet, wenn die Luft im Triebwerk nicht auf Unterschallgeschwindigkeit abgebremst wird, sondern stattdessen mit Überschallgeschwindigkeit durch die Brennkammer strömt. Diese Überschallverbrennung in Staustrahltriebwerken wird auch als Scramjet (supersonic combustion ramjet) bezeichnet. Die Entwicklung von Scramjets, an der Ferri als einer der ersten mitgewirkt hat, ist auch heute noch nicht abgeschlossen. 

## Publikationen
- Antonio Ferri: Elements of Aerodynamics of Supersonic Flows. Dover Publications 2005, ISBN 0486442802.
- Antonio Ferri: Untersuchungen und Versuche im Überschallwindkanal zu Guidonia. Lilienthal-Gesellschaft, Berlin 1938.